# رون فيلوز (سائق سيارة سباق)
رون فيلوز هو سائق سيارة سباق كندي، ولد في 28 سبتمبر 1959 في وندسور في كندا.

## وصلات خارجية
- الموقع الرسمي
- رون فيلوز على موقع Racing-Reference.info (الإنجليزية)
- رون فيلوز على موقع DriverDB.com (الإنجليزية)